# Forst Neustädtlein am Forst
Forst Neustädtlein am Forst är ett kommunfritt område i Landkreis Bayreuth i Regierungsbezirk Oberfranken i förbundslandet Bayern i Tyskland.